# Abu Markúb och de hundrade elefanter
Abu Markúb och de hundrade elefanter är en svensk dokumentärfilm från 1925 i regi av Bengt Berg.
Filmen spelades in vårvintern 1924 på floden Bahr el Ghazal i Sudan och skildrar träskonäbbfågeln Abu Markúbs uppehållsområden i flodens träskområden. Utöver detta dokumenterar filmen andra djur som elefanter, antiloper, pantrar, gaseller, krokodiler, flodhästar med mera.
Filmen hade premiär den 19 mars 1925 på biograf Palladium i Stockholm, vilket var det enda visningstillfället i huvudstaden. Filmen lanserades "som helaftonsföreställning, utan biprogram och utan texter, men med ett föredrag av Bengt Berg själv" och efter premiären kom filmen att visas ytterligare sju gånger i andra större städer i Sverige.